# R. C. Williams Warehouse
El R. C. Williams Warehouse  es un edificio histórico ubicado en Chelsea, Manhattan, Nueva York diseñado por el arquitecto Cass Gilbert. de estilo moderno, está ubicado en el lado oeste de la Décima Avenida entre las calles 25 y 26 y fue construido para una empresa mayorista de abarrotes, R. C. Williams Company. El diseño es una versión más pequeña del diseño de Gilbert para la Terminal del Ejército de Brooklyn. El edificio fue incluido en el Registro Nacional de Lugares Históricos en 2005.